# ヌルホリス・マジッド

1998年、ジャカルタでの行事におけるヌルホリス・マジッド（左側の白いシャツの人物）

ヌルホリス・マジッド（Nurcholish Madjid, 1939年3月17日 - 2005年8月29日）は、インドネシアの宗教学者、思想的指導者。チャック・ヌル（Cak Nur）の愛称で親しまれ、インドネシアを代表する穏健派イスラム教知識人であった。
反共主義の学生運動指導者として頭角を現したが、スハルトの権威主義体制の下で民主的改革を追求した。またインドネシアは世俗国家であるべきとの信念を堅持し、イスラム教は宗教的寛容、多元主義を受容することが重要と説き、基本的人権の擁護、民主主義と市民社会の確立を主張した。

## 生涯
東ジャワ州ジョンバン (Jombang Regency) 生まれ。父はマシュミ党系のイスラーム教師であった。公立小学校やマドラサを経て、ゴントールのプサントレン（寄宿制宗教教育機関） (Pondok Modern Darussalam Gontor) で6年間の教育を受け、1960年卒業。国立イスラーム大学ジャカルタ校 (Syarif Hidayatullah State Islamic University Jakarta) でアラビア文学を専攻し、1968年に卒業した。1966年から1971年にかけて、イスラーム学生同盟（HMI） (Muslim Students' Association (Indonesia)) の委員長を務め、スハルト新体制の樹立に貢献した。
1970年、「イスラムはイエス、イスラム政党はノー」 (Islam Yes, Islamic Party No) というスローガンを提唱。イスラームの政治化に反対し、マシュミ党の復活に賛成しなかった。モハマッド・ナシールらから批判を受けるものの、イスラム教徒がイスラム政党に反対票を投じることは罪深いという見方に抗するのに役立ったとされる。 
インドネシア科学院社会経済研究所に勤務したのち、1970年代末よりアメリカ合衆国のシカゴ大学に留学。著名なパキスタン系アメリカ人の学者であるファズル・ラフマンに師事し、イブン・タイミーヤ研究でイスラム研究の博士号を取得した。
1986年よりパラマディナ財団を主宰し、クルアーンのネオ・モダニズム的解釈を展開、現代社会生活におけるムスリムの倫理的指針を示した。1990年にはムスリム知識人協会の設立に加わったが、イスラームの政治化・セクト化には批判的な立場を取った。1993年には国家基本的人権擁護委員会の設立に参加し、大統領の複数候補・直接選挙制、野党の必要性を主張した。1998年5月には宗教人代表としてスハルトに退陣を勧告した。スハルト後の体制づくりの過程では、総選挙準備11人委員会の座長を務めた。
1998年から死去するまで、ジャカルタのパラマディナ・ムリヤ大学 (Paramadina University) の学長を務めた。

## 著作

### 英語訳
- “The Issue of Modernization among Muslims in Indonesia: A Participant’s Point of View”, in: Gloria Davies, ed. What is Modern in Indonesian Culture, Athens, Ohio, Ohio University, 1978
- Islam in Indonesia: Challenges and Opportunities, in: Cyriac K. Pullapilly, ed., Islam in the Modern World, Bloomington, Indiana: Crossroads, 1982
- “The Necessity of Renewing Islamic Thought and Reinvigorating Religious Understanding”, in: Charles Kurzman, ed. Liberal Islam: A Sourcebook, New York: Oxford University Press, 1988
- “In Search of Islamic Roots for Modern Pluralism: The Indonesian Experiences” in: Mark Woodward ed, Towards a New Paradigm, Recent Developments in Indonesian Islamic Thought, Tempe, Arizona, Arizona State University, 1996